# Dorota Sidorowicz-Mulak
Dorota Sidorowicz-Mulak (ur. 1972) – literaturoznawca, bibliolog, specjalista z zakresu historii bibliotek, badań proweniencyjnych i strat bibliotecznych dóbr kultury w czasie II wojny światowej. Doktor nauk humanistycznych, od 2020 r. wicedyrektor Zakładu Narodowego im. Ossolińskich. W 2024 r. odznaczona odznaką honorową Międzynarodowego Ośrodka Szkolenia i Badań nad Dziedzictwem Kultury w Zagrożeniu przy Ministerstwie Obrony Narodowej w uznaniu zasług i osiągnięć w zakresie ochrony dóbr kultury.

## Życiorys
Absolwentka V Liceum Ogólnokształcącego im. gen. Jakuba Jasińskiego we Wrocławiu. W 1995 r. ukończyła polonistykę na Wydziale Filologicznym Uniwersytetu Wrocławskiego. W 2014 r. uzyskała stopień naukowy doktora nauk humanistycznych na podstawie pracy pt. Czasopiśmiennictwo Piotra Świtkowskiego w kręgu kultury niemieckiej napisanej pod kierunkiem dr. hab., prof. UWr Marcina Cieńskiego.
Córka Władysława Sidorowicza, ministra zdrowia i opieki społecznej, senatora, i Ireny z domu Dostal, lekarza psychiatry.
Jej dziadek, Janusz Dostal, był w czasie II wojny światowej więźniem KL Auschwitz.

## Praca zawodowa i naukowa
Od 1996 r. zatrudniona w Zakładzie Narodowym im. Ossolińskich, od 2005 r. kierownik Działu Starych Druków, od 2020 r. wicedyrektor ds. Biblioteki Ossolineum.
Inicjatorka i koordynatorka ogólnopolskiej Proweniencyjnej Grupy Roboczej (2016-), kuratorka wystaw (m.in. Złota epoka Jagiellonów, Ossolineum 2020, Wszystkie modlitwy Rzeczpospolitej, Ossolineum-Brave Festival 2009), tutorka programu stypendialnego Ministra Kultury i Dziedzictwa Narodowego Gaude Polonia (2017), organizatorka międzynarodowych konferencji naukowych (Książka dawna i jej właściciele = Early printed books and their owners 2017; Kolekcje prywatne w zbiorach książki dawnej = Private libraries in early printed book collections 2019), seminariów oraz warsztatów proweniencyjnych (2017-).
W pracy naukowej zajmuje się historią książki dawnej i bibliotek, badaniem polskich strat wojennych w dziedzinie bibliotecznych dóbr kultury oraz tegumentologią. Jest autorką kilkudziesięciu prac naukowych, redaktorem naukowym monografii zbiorowych, recenzentem naukowym w wydawnictwach ciągłych, uczestnikiem projektów badawczych i dokumentacyjnych realizowanych w ramach programów Ministerstwa Nauki i Szkolnictwa Wyższego oraz Unii Europejskiej.
Przewodnicząca polskiej Proweniencyjnej Grupy Roboczej, członkini m.in. Polskiego Komitetu Programu UNESCO „Pamięć Świata”, Rady ds. Narodowego Zasobu Bibliotecznego przy Ministerstwie Kultury i Dziedzictwa Narodowego, Towarzystwa Badań nad Wiekiem Osiemnastym. Współpracowniczka m.in. Consortium of European Research Libraries, Provenienzforschung und Restitution – Bibliotheken, Oxford Bibliographical Society, Gesher Galicia.